# Irene Wellershoff

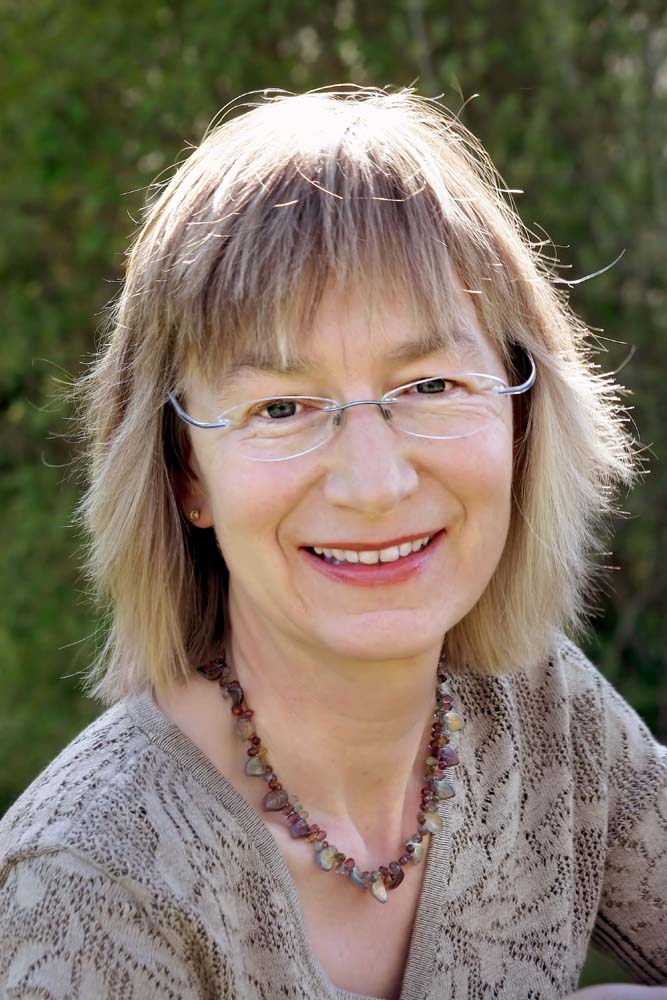
Irene Wellershoff, Autorin und Fernseh-Redakteurin

Irene Wellershoff (* 1954 in Bonn) ist eine deutsche Redaktionsleiterin im ZDF-Kinderprogramm, Dramaturgin und Autorin. Sie ist die Erfinderin der ZDF-Kinderserie Siebenstein, schrieb Drehbücher und die Bilderbuchreihe mit dem Helden „Finn“. Sie ist u. a. verantwortlich für die Reihe Märchenperlen. Ihre Programme gewannen zahlreiche Preise, den Deutschen Filmpreis, den Robert-Geisendörfer-Preis, den Goldenen Spatz, beim Shanghai TV Festival den Foreign Animation Golden Award, Preise beim Prix Jeunesse International, beim Chicago International Children’s Festival, beim Japan Prize International Educational Program Contest etc.
Für ihr umfangreiches Werk wurde Wellershoff 2018 mit der Grimm-Bürgerdozentur der Stadt Hanau und der Goethe-Universität Frankfurt ausgezeichnet. In diesem Zusammenhang führte Manfred Schubert-Zsilavecz u. a. aus: „Irene Wellershoff hat sich mit der Kinderserie Siebenstein und deren Binnengeschichten in die Fernsehgeschichte eingeschrieben.“ Auf dem 2. Internationalen Märchen-Festival Fabulix in Annaberg-Buchholz bekam Wellershoff 2019 den Ehrenpreis des Festivals „für ihr großes Engagement im Bereich des Kinder- und Jugendfilms“. Wie kaum eine andere habe sie die Märchenfilm-Landschaft in Deutschland geprägt.
Wellershoff leitete zahlreiche internationale Workshops, größtenteils für den Prix Jeunesse und die EBU (Europäische Rundfunkunion), u. a. in Mexiko und Kanada, auf den Philippinen, in den USA, in Syrien, im Kosovo, in Georgien, in der Mongolei und in Afghanistan. Sie war in zahlreichen Jurys und war Moderatorin beim Prix Jeunesse International und Präsidentin des Japan-Preises für Bildungsfernsehen.
Wellershoff studierte Germanistik und Sozialwissenschaften. Über die Lyrikerin Mascha Kaléko promovierte sie. Nach dem 2. Staatsexamen für das Lehramt an Gymnasien ging sie zum ZDF. Sie ist die Tochter des Schriftstellers Dieter Wellershoff (1925–2018) und seiner Frau, der Schriftstellerin Maria Wellershoff (1922–2021), geb. von Thadden.

## Auszeichnungen
- 2018: Grimm-Bürgerdozentur
- 2019: Fabulix Ehrenpreis für „großes Engagement im Bereich des Kinder- und Jugendfilms“

## Filmografie (Auswahl)
- 1987: Siebenstein (180 Folgen)
- 1990: Pingu (Fernsehserie)
- 1992: Sauerkraut (Helme Heine) (Fernsehserie)
- 1999: Ted Sieger’s Wildlife (Fernsehserie) [insgesamt 52 Folgen]
- 2000: Pettersson und Findus (Fernsehserie)
- 2003: Lauras Stern (Fernsehserie)
- 2007: Hände weg von Mississippi (Co-Produzentin Kinofilm)
- 2009: Der Teufel mit den drei goldenen Haaren (Märchenperlen)
- 2010: Aschenputtel (Märchenperlen)
- 2011: Als der Weihnachtsmann vom Himmel fiel (Co-Produzentin Kinofilm)
- 2011: Der Eisenhans (Märchenperlen)
- 2012: Die sechs Schwäne (Märchenperlen)
- 2012: Die Schöne und das Biest (Märchenperlen)
- 2012: Sams im Glück (Co-Produzentin Kinofilm)
- 2013: Ritter Rost – Eisenhart und voll verbeult (Co-Produzentin Kinofilm)
- 2013: Biene Maja (Zeichentrickserie)
- 2013: Die goldene Gans (Märchenperlen)
- 2014: Bibi & Tina: Der Film (Co-Produzentin Kinofilm)
- 2014: Bibi & Tina: Voll verhext! (Co-Produzentin Kinofilm)
- 2014: Die Schneekönigin (Märchenperlen)
- 2014: Das kalte Herz (Märchenperlen)
- 2014: Pettersson und Findus – Kleiner Quälgeist, große Freundschaft (Co-Produzentin Kinofilm)
- 2015: Die weiße Schlange (Märchenperlen)
- 2016: Pettersson und Findus – Das schönste Weihnachten überhaupt (Co-Produktion Kinofilm)
- 2016: Bibi & Tina: Mädchen gegen Jungs (Co-Produzentin Kinofilm)
- 2017: Bibi & Tina: Tohuwabohu Total (Co-Produzentin Kinofilm)
- 2017: Rübezahls Schatz (Märchenperlen)
- 2017: Der Zauberlehrling (Märchenperlen / MDR-ZDF-Koproduktion)
- 2018: Der süße Brei (Märchenperlen)
- 2019: Schneewittchen und der Zauber der Zwerge (Märchenperlen)
- 2020: Die Hexenprinzessin (Märchenperlen)
- 2021: Zwerg Nase (Märchenperlen)

## Schriften (Auswahl)
- Vertreibung aus dem kleinen Glück: das lyrische Werk von Mascha Kaléko, Promotion an der TH Aachen, 1982
- Innen und Außen. Wahrnehmung und Vorstellung bei Alain Robbe-Grillet und Peter Handke. Fink, München, 1980, ISBN 978-3-7705-1930-9.
- Siebenstein. Ein LeseBilderBuch (Band 1), Wolfgang Mann Verlag, Berlin, 1989, ISBN 978-3-926740-15-1
- Siebenstein. Ein LeseBilderBuch (Band 2), Wolfgang Mann Verlag, Berlin, 1990, ISBN 978-3-926740-24-3
- Siebenstein. Ein LeseBilderBuch (Band 3). Wolfgang Mann Verlag, Berlin, 1991, ISBN 978-3-926740-31-1
- Rudi Rabe lernt fliegen. Eckart Schott Verlag, Wattenheim, 2009, ISBN 978-3-89908-323-1
- Finn bei den Piraten. Baumhaus, Frankfurt a. M., 2009, ISBN 978-3-8339-0432-5
- Finn und der Drache. Baumhaus, Köln, 2010, ISBN 978-3-8339-0433-2
- Moral im Kinderfernsehen. Wie kann Kinderprogramm die kindliche Moralentwicklung fördern? In: TELEVIZION Heft 23/2010/1, Seite 21 ff.
- Finn im Dschungel. Baumhaus, Köln, 2012, ISBN 978-3-8339-0067-9
- Der Wandel der Biene Maja in den Animationsserien des ZDF. In: Bonsels’ Tierleben. Insekten und Kriechtiere in Kinder- und Jugendmedien. Schneider Verlag, Hohengehren, 2015, ISBN 978-3-8340-1518-1
- Faszination Erlösungszauber. Die Schöne und das Biest neu verfilmt (zusammen mit Claudia Maria Pecher). In: Klaus Maiwald, Anna-Maria Meyer, Claudia Maria Pecher (Hrsg.): „Klassiker“ des Kinder und Jugendfilms. Baltmannsweiler, 2016, ISBN 978-3-8340-1674-4
- Märchenperlen – vom Text zum Drehbuch. In: Connected … Kinder- und Jugendmedien heute. kjl& – forschung.schule.bibliothek. 69. Jahrgang, 2.VJ.2017, Seite 81 ff
- Zusammen mit Bodo Witzke: Schau mir in die Augen! Skulpturen und Fotografie. Norderstedt 2021. ISBN 978-3-7543-1635-1
- Maria von Thadden – eine Frau schreibt ihre eigene Geschichte. In: Roland Krischke, Schloss- und Spielkartenmuseum Altenburg (Hg.): Erziehung und Emanzipation – Die verborgene Welt des Altenburger Magdalenenstifts, Seite 26–33. Weimar 2025. ISBN 978-3-89739-999-0